# Mit liv som Geisha
Mit liv som Geisha (engelsk: Memoirs of a Geisha) er en roman af Arthur Golden, udgivet i 1997. Romanen fortæller historien om en geisha, der arbejder i Kyoto, Japan, før anden verdenskrig. En Oscar-vindende filmatisering af romanen, instrueret af Rob Marshall og med Zhang Ziyi i hovedrollen, udkom i 2005.
| Bog | Spire Denne artikel om bøger og tidsskrifter er en spire som bør udbygges. Du er velkommen til at hjælpe Wikipedia ved at udvide den. |